# Attentats du 12 mars 1993 à Bombay
 (janvier 2025).
Si vous disposez d'ouvrages ou d'articles de référence ou si vous connaissez des sites web de qualité traitant du thème abordé ici, merci de compléter l'article en donnant les références utiles à sa vérifiabilité et en les liant à la section « Notes et références ».
Le 12 mars 1993, la ville de Bombay est touchée par une série d'attentats à la bombe. Un total de 13 bombes explosent contre la bourse de Bombay, des banques, des hôtels, des marchés. La vague d'attentats fera 257 morts et plus de 1400 blessés,.